# 砂鉄川
砂鉄川（さてつがわ）は、岩手県を流れる北上川水系北上川支流の一級河川である。

## 地理
源流は岩手県一関市大東町大原上内野地区にあり、同市東山町を経て同市川崎町地内で北上川と合流する。

## 流域の自治体
岩手県
一関市

## 流域の観光地
- 猊鼻渓（岩手県一関市東山町）

## 支流、滝、河川施設
- 猿沢川